# 2012年ロンドンオリンピックのコンゴ共和国選手団
2012年ロンドンオリンピックのコンゴ共和国選手団（2012ねんロンドンオリンピックのコンゴきょうわこくせんしゅだん）は、2012年7月27日から8月12日までイギリスのロンドンで開催されたロンドンオリンピックコンゴ共和国選手団の名簿。

## 選手団
- 人員: 選手 7人
- 開会式旗手: ロレーヌ・バゾロ

## 種目別選手・スタッフ名簿及び成績

### 陸上競技
- Devilert Arsene Kimbembe（男子100m）10秒94 予選敗退
- ロレーヌ・バゾロ（女子100m）11秒90 予選敗退

### 競泳
- Emile Bakale（男子50m自由形）25秒64 予選敗退
- Aminata Aboubakar Yacoub（女子50m自由形）34秒64 予選敗退

### 卓球
- サヒード・イドウ（男子シングルス）予選敗退
- スラジュ・サカ（男子シングルス）第1回戦敗退
- ハン・シン（女子シングルス）第1回戦敗退